# Renault KJ
La Renault type KJ est une automobile de la marque Renault produite de 1923 à 1924. Elle est la première vendue sous l'appellation commerciale de Renault 6CV (avant la Renault MT et la Renault NN).

## Historique
Nouveaux modèle présenté à l'occasion du Salon 1922. Cette petite voiture complète le bas de gamme Renault qui manquait d'un modèle populaire depuis la disparition des voiturette 2 cylindres d'avant-guerre. On retrouve sur la 6 CV beaucoup de caractéristiques de la 10 CV, notamment la suspension arrière par ressort transversal. Son moteur monobloc est équipé d'une culasse rapportée. Comme sur presque toutes les Renault jusqu'à cette époque, l'embrayage est à cônes; la boîte comporte 3 vitesses comme sur la 10 CV. Frein sur roue arrière seulement. 

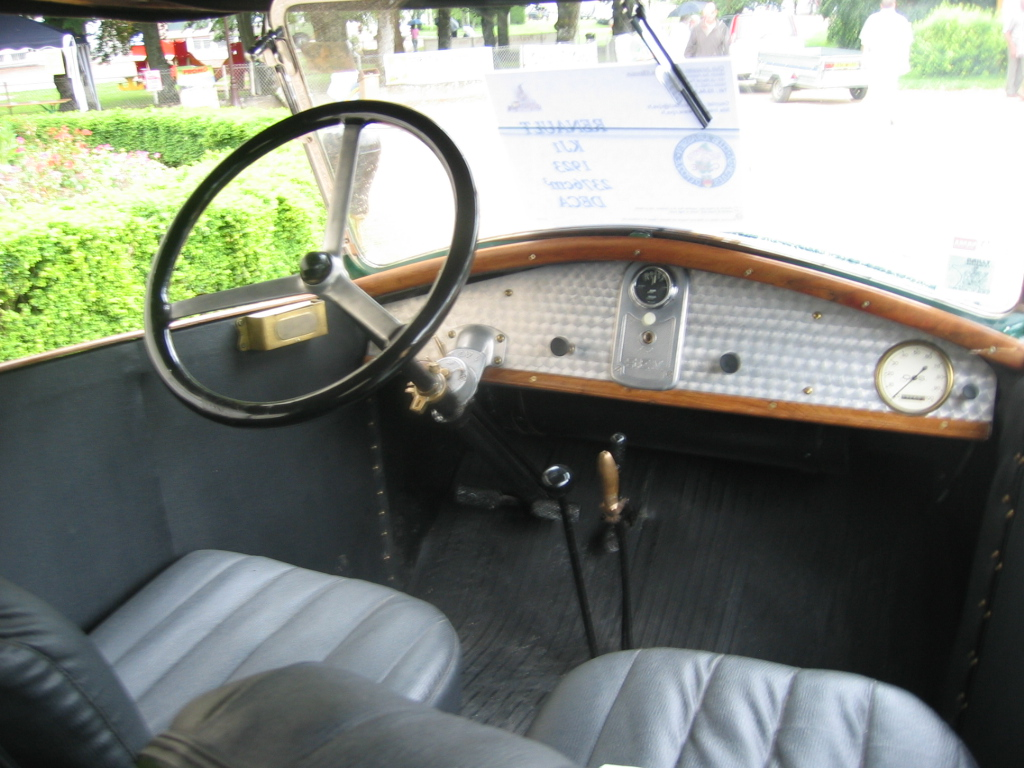
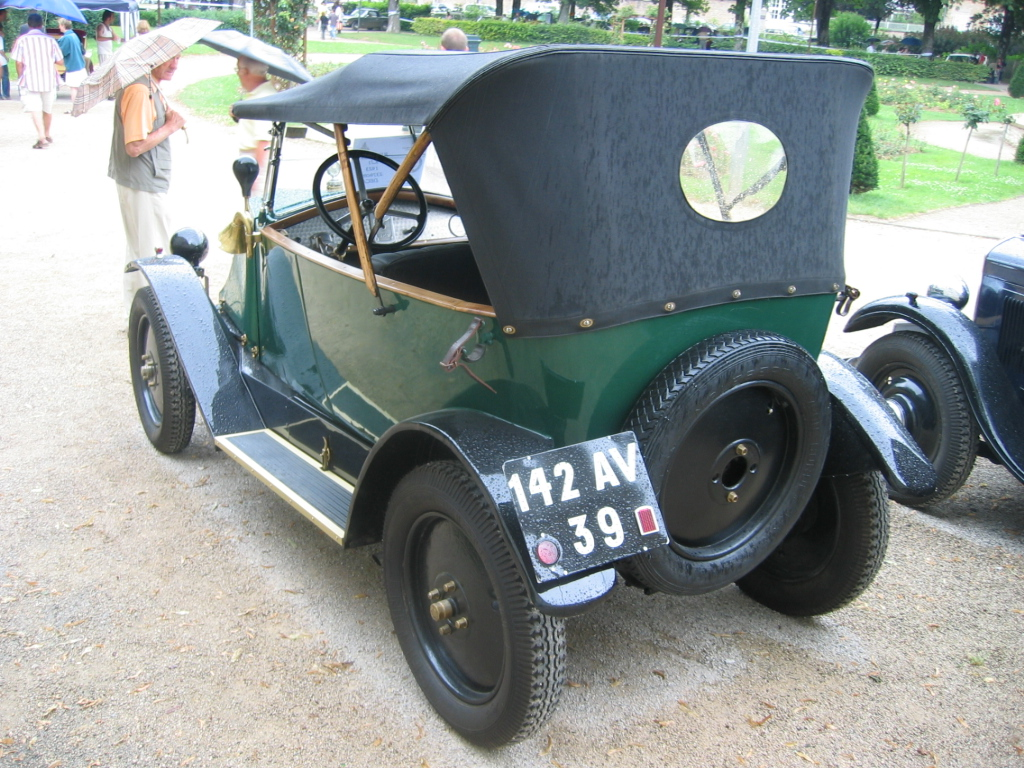

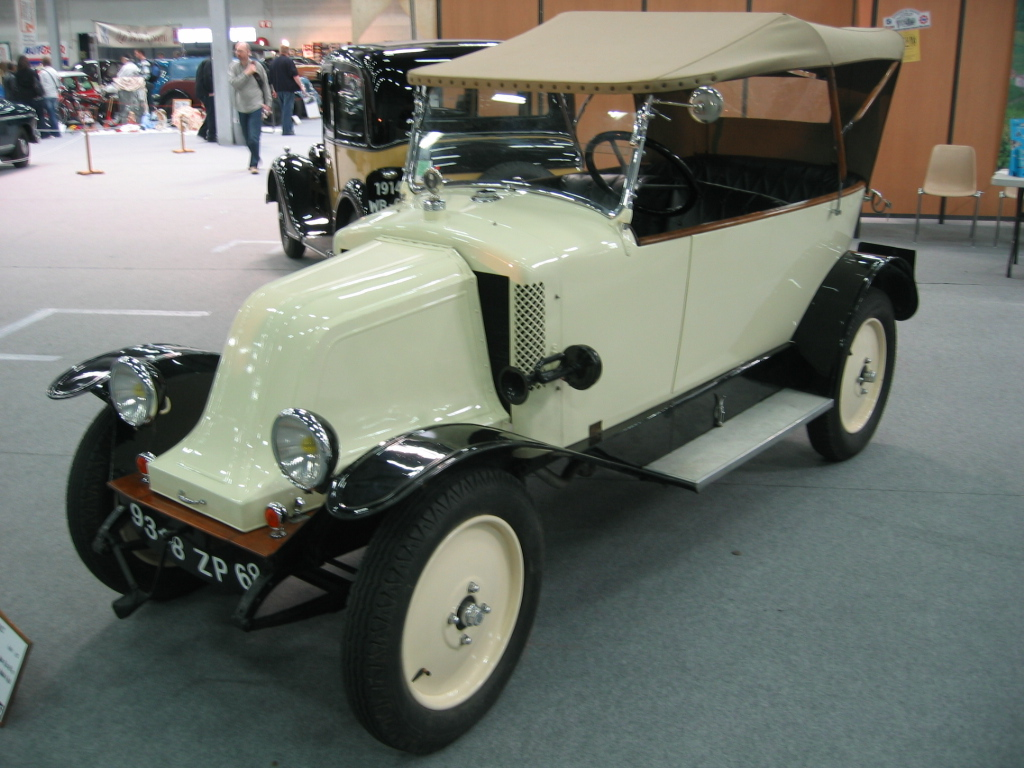
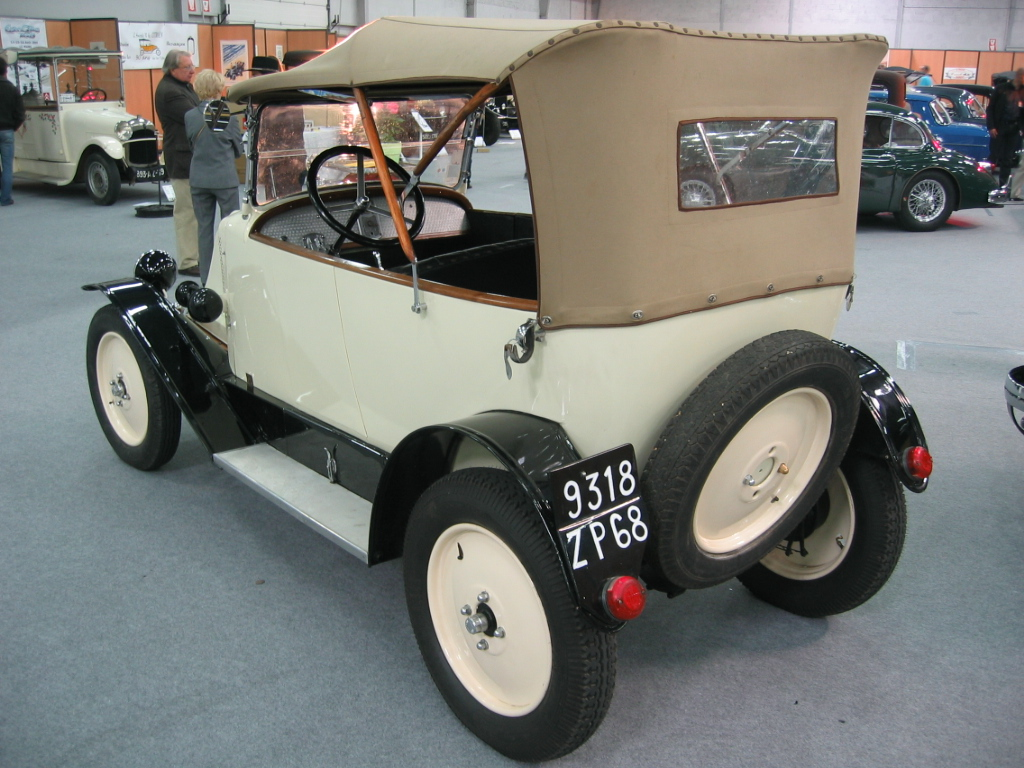